# Château de Cuéllar
Pour les articles homonymes, voir Cuéllar (homonymie).
Le château de Cuéllar (en espagnol : Castillo de Cuéllar) ou château-palais des ducs d'Albuquerque (Castillo de los Duques de Alburquerque) est le monument le plus emblématique de la ville de Cuéllar, dans la province de Ségovie en Castille-et-León, Espagne.

## Galerie

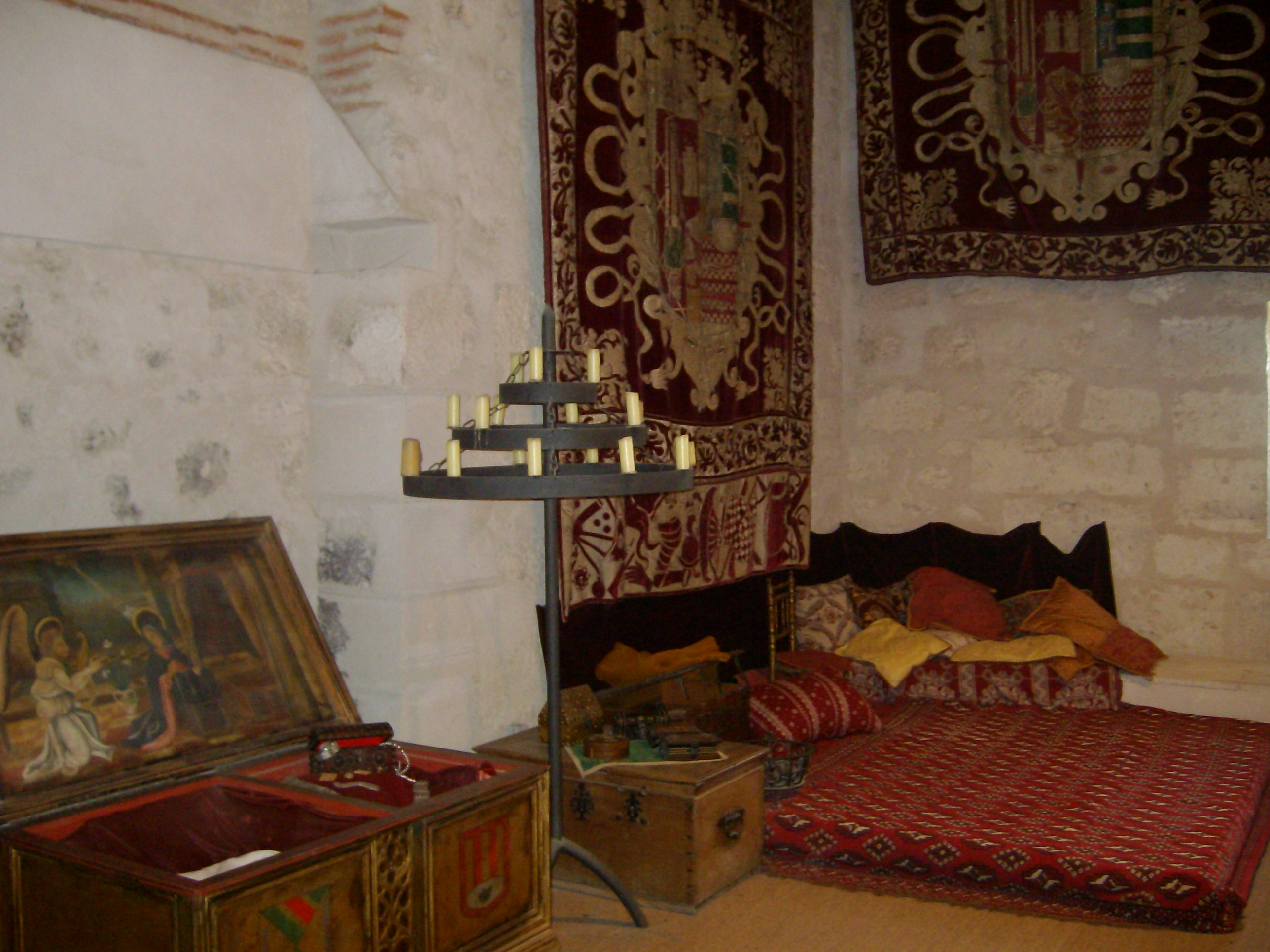
Château de Cuéllar.
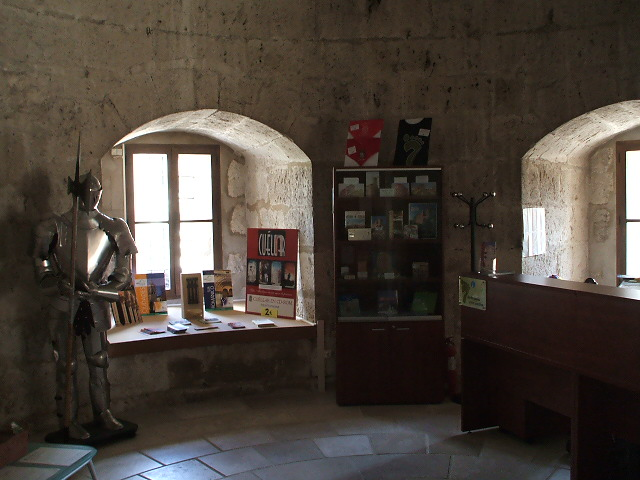
Château de Cuéllar.

## Protection
Le château  de Cuéllar est un bien d'intérêt culturel depuis 1931.